# Geografia del Victoria

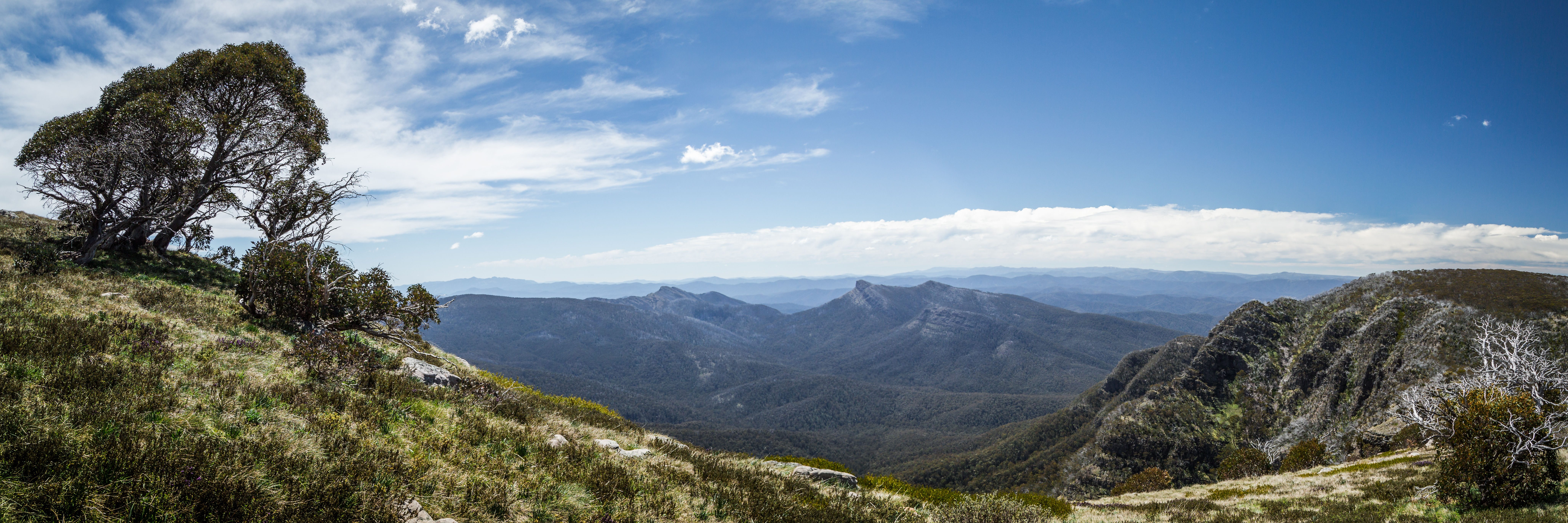
Veduta delle Alpi Vittoriane

Il Victoria è lo Stato più meridionale dell'Australia continentale; con una superficie di 227 594 km² è il sesto Stato o territorio australiano per estensione. Le sue dimensioni sono simili a quelle dello Stato americano dello Utah o dell'isola di Gran Bretagna. Il Victoria confina a nord-ovest con l'Australia Meridionale e a nord con il Nuovo Galles del Sud, mentre condivide a sud un confine marittimo con la Tasmania, dalla quale è separato dallo stretto di Bass. Il confine settentrionale dello Stato coincide per lo più con il percorso del fiume Murray. La metà orientale del Victoria è invece dominata dalla presenza della Grande Catena Divisoria australiana che degrada poi verso ovest fino ai Grampians. Al contrario, il resto del Victoria ed in particolare il nord e il nord-ovest dello Stato sono caratterizzati da distese di pianure che diventano semi-aride via via che si procede verso nord e da una scarsissima prominenza.
Circa il 70% degli abitanti dello Stato vive lungo la costa della baia di Port Phillip e dunque nell'area della capitale Melbourne, situata nella regione centro-meridionale del Victoria.

## Orografia
La parte orientale del Victoria è occupata dalle Alpi Vittoriane, ultime propaggini delle Alpi Australiane, a loro volta facenti parte del più vasto sistema della Grande Catena Divisoria australiana. La cima più elevata è il Monte Bogong (1 986 m).

## Idrografia
I principali corsi d'acqua dello Stato sono il fiume Goulburn, il fiume Snowy e il fiume Murray, tra i quali il Murray definisce quasi interamente il confine settentrionale dello Stato con il Nuovo Galles del Sud.
Il fiume Murray nasce nelle Alpi Australiane e scorre per 1 930 km verso nord-ovest per poi entrare nel territorio della confinante Australia Meridionale e poi gettarsi nella Grande Baia Australiana presso il Golfo Spencer, a ovest della città di Adelaide. Si tratta del più lungo fiume d'Australia nonché di una vitale fonte di irrigazione per le principali industrie agricole del Paese.
Nella parte meridionale dello stato si trova il lago artificiale Eildon.

## Ripartizioni
Il Victoria può essere diviso nelle regioni geografiche degli altopiani orientali con le Alpi Vittoriane, degli altopiani occidentali, contraddistinti dai Grampians, degli altopiani meridionali, delle pianure alluvionali settentrionali con la valle del fiume Murray, delle pianure nord-occidentali, delle pianure occidentali, della pianura costiera orientale e del Victoria costiero.